# 産地直送
産地直送（さんちちょくそう）とは流通形式の一つであり、生産者と消費者が直接に取引を行うことで、生産者から直接消費者の下へと製品が届けられるという形式。産直と略されている。これが行われることで製品は卸売業や小売業を通さないで消費者に届けられることから、消費者は安い価格で製品を入手することが可能となる。産地直送の農産物ならば価格が安いことに加えて新鮮な状態の製品が消費者の元に届けられるというメリットも有る。
近年は、お米が重い、生産者、産地を指定して購入できるなどもあり通信販売業界インターネット通販でも取引が盛んになってきている。